# John Hopkins (Schauspieler)

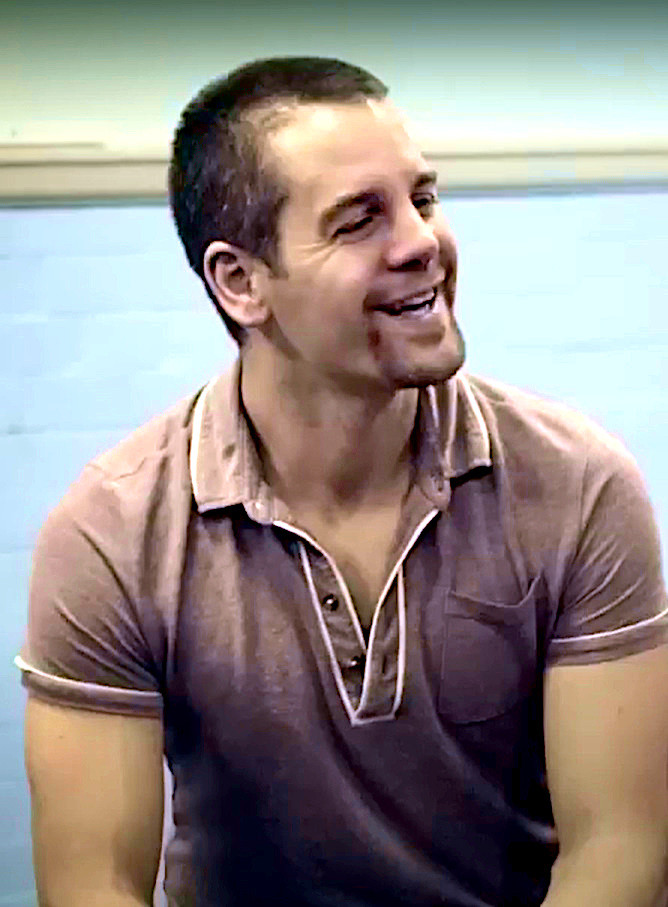
Hopkins im Jahr 2013

John Hopkins (* 1974 in London) ist ein britischer Schauspieler. Er ist größtenteils bekannt durch seine Rolle als Sergeant Dan Scott, die er zeitweise in der britischen Krimiserie Inspector Barnaby (Midsomer Murders) hatte.

## Leben
Hopkins wurde 1974 in London geboren. Er studierte 1993–1996 an der University of Leeds und absolvierte dort sein Grundstudium. Während des Studiums schloss er sich der Leeds University Union Theatergruppe an und spielt in mehreren Theaterstücken mit, wie z. B. in Equus, The Importance of Being Earnest (dt.: Ernst sein ist alles) und The Crucible (dt.: Hexenjagd).
Für seine schauspielerische Leistung in A Short Play about Sex and Death bekam John Hopkins den Student-Actor Award.
Nach seinem Studium trat er der Royal Shakespeare Company bei.
2004 spielte er die Hauptrolle in dem britischen Science-Fiction-Thriller Experiment. Im selben Jahr erschien er als Ersatz für Sergeant Gavin Troy (Daniel Casey) als Sergeant Dan Scott an der Seite von Inspector Barnaby in der gleichnamigen Krimiserie. Nach 14 Episoden schied er aus der Serie aus. Danach spielte er in Family Affairs und in dem Independentfilm Grand Junction.
Im Jahre 2007 hatte John Hopkins eine Rolle in der BBC-Serie Robin Hood. 2010 hatte er einen Gastauftritt in den britischen Serien Secret Diary of a Call Girl und Identity.

## Filmografie (Auswahl)
- 2001: Love in a Cold Climate
- 2001: Swimming Pool – Der Tod feiert mit
- 2003: Spooks – Im Visier des MI5 (Fernsehserie)
- 2004–2005: Inspector Barnaby (Fernsehserie)
- 2005: The Mighty Boosh
- 2006: The Path to 9/11 – Wege des Terrors (Fernsehminiserie)
- 2006: Robin Hood (Fernsehserie)
- 2008: Hautnah – Die Methode Hill (Fernsehserie)
- 2009: The Bill
- 2010: Alice im Wunderland
- 2010: Merlin – Die neuen Abenteuer (Fernsehserie, Folge 3x04 Gwaine)
- 2011: Casualty (Fernsehserie)
- 2013: Dancing on the Edge
- 2013: Ryse: Son of Rome (Computerspiel)
- 2014: Die Augen des Engels
- 2017: The Child in Time
- 2020: Agatha Raisin (Fernsehserie, Folge 4x03)
- 2022: Horizon Forbidden West (Computerspiel)